# Nkongsamba
Nkongsamba je grad na zapadu Kameruna, u regiji Littoral, oko 145 km od Douale i oko 370 km od Yaoundéa. Nalazi se između planina Manengouba (2396 m) i Nlonako. Središte je poljoprivrednog područja u kojem je dominantna kultura kava, a stanovništvo se bavi i proizvodnjom palminog ulja te banana. Gašenjem pruge do Douale, koju su 1912. izgradili Nijemci, Nkongsamba je počela propadati.
Godine 2005., Nkongsamba je imala 104.050 stanovnika, čime je bila 9. grad po brojnosti u državi.